# Angry Birds (jeu vidéo)
Angry Birds (plus tard renommé Angry Birds Classic) est un jeu vidéo de type artillerie et puzzle développé et édité par la société finlandaise Rovio Mobile. Inspiré à l'origine par des dessins stylisés d'oiseaux sans ailes et ni pattes, le jeu fut lancé à l'origine sur iOS en décembre 2009. Il fut par la suite disponible sur de multiples plates-formes, notamment Android, Bada, Chrome, Freebox, webOS, Windows Phone, Symbian. En mai 2012, le jeu atteint le milliard de téléchargements toutes versions et plates-formes confondues. Une suite directe, Angry Birds 2, sort sur iOS et Android en juillet 2015.
Dans le jeu, les joueurs utilisent un lance-pierre pour lancer des oiseaux sur des cochons verts placés sur ou à l'intérieur de différentes structures, dans l'intention de tuer tous les cochons présents dans l'aire de jeu. Au fur et à mesure des niveaux, le joueur obtient de nouveaux oiseaux, certains dotés de pouvoirs spéciaux, offrant des techniques de destruction différentes. Rovio Entertainment a continué à soutenir Angry Birds avec de nombreuses mises à jour gratuites qui ajoutent du contenu de jeu supplémentaire (niveaux et thèmes).
Angry Birds a remporté un large succès grâce à sa jouabilité addictive, son style comique et son faible prix. Le jeu est à l'origine de toute la franchise Angry Birds, incluant notamment la sortie des jeux sur PC et consoles, du merchandising autour des personnages du jeu, deux films d'animation sortis respectivement en 2016 et 2019 et différentes séries animées ayant connu plusieurs saisons. La série de jeux possède un décompte combiné de plus de 2 milliards de téléchargements sur toutes les plateformes et ce, en comptant les éditions spéciales.

## Principe du jeu
Dans Angry Birds, le joueur prend le contrôle d'oiseaux multicolores qui tentent de récupérer les œufs qui leur ont été volés par un groupe de méchants cochons verts. À chaque niveau, les cochons sont retranchés dans des structures faites de différents matériaux comme la glace, le bois, la pierre ou autres. L'objectif est d'éliminer tous les cochons présents dans le niveau, en utilisant un lance-pierre pour propulser des oiseaux afin de frapper les cochons, soit directement, soit en endommageant les structures, ce qui provoque leur effondrement et tue ou fait chuter mortellement les cochons.
Il existe 9 types d'oiseaux se différenciant par leur couleur et leur forme. Chacun est doté d'une capacité spéciale et pour l'activer il faut cliquer (ou toucher l'écran) pendant que l'oiseau vole :
- Red, un oiseau rouge. Il n'a aucune capacité mais à la place, peut pousser un cri en vol. Il ne peut pas détruire la pierre.
- Jay, Jack & Jim, trois oiseaux bleus pouvant se séparer en vol ce qui est très utile si on veut atteindre plusieurs cochons loin de l'autre. Ils sont très petits donc ils ne peuvent pas détruire les matériaux résistants.
- Chuck est un oiseau triangulaire jaune pouvant accélérer à plein vol, Il peut facilement détruire le bois.
- Bomb, un gros oiseau noir capable d'exploser lui permettant de détruire n'importe quelle matière,
- Matilda est blanche et peut larguer des œufs explosifs pouvant détruire n'importe quoi. Lorsqu'elle pond elle gagne de l'altitude, les bons joueurs se servent de cette caractéristique pour atteindre les cochons haut-perchés.
- Stella est rose. Elle peut piéger des objets dans des bulles. Quand les bulles éclatent les objets retombent et écrasant les cochons.
- Hal possède un bec énorme lui donnant la forme et les caractéristiques d'un boomerang.
- Bubbles est un tout petit oiseau orange, il peut se gonfler brusquement comme un ballon détruisant les blocs fragiles à proximité et faisant tomber les cochons.
- Terrence, un oiseau géant n'ayant aucune capacité mais étant assez gros pour détruire tout ce qui se trouve sur son chemin
Des objets supplémentaires tels que des caisses d'explosifs et des rochers peuvent être utilisés en parallèle aux oiseaux. Le joueur, pour réussir à provoquer un maximum de dégâts, doit bien régler l'angle et la force de propulsion. Le processus de lancement est simple et rapide.
Plusieurs bonus sont disponibles pour permettre aux oiseaux d'attaquer plus facilement les cochons, surtout ceux se trouvant dans des endroits difficiles à atteindre. Il y a :
- Les graines d'agrandissement rendant l'oiseau qui les mange plus résistant.
- Le viseur, permettant de voir la trajectoire que suivra l'oiseau.
- Le super lance-pierre qui permet de lancer un oiseau avec plus de force et de puissance.
- Le séisme faisant s' effondrer les structures fragiles.
- Electro-Bomb, un oiseau ressemblant à Bomb qui crée de l'électricité lorsqu'il explose.
- La boite à sardine. Elle ne fait rien mais attire Aigle vaillant un oiseau légendaire qui réserve quelques surprises aux cochons.
De leur côté, les cochons possèdent aussi des spécificités. Les petits cochons sont relativement faibles et faciles à détruire. Mais plus la taille des cochons augmente, plus ils deviennent résistants. De plus, certains cochons portent un casque qui leur permet de résister à davantage de dégâts.
Chaque niveau commence par un nombre, un type et un ordre d'oiseaux prédéterminés par le jeu. Si tous les cochons sont vaincus, le niveau est terminé et le suivant est débloqué. Les points sont attribués en fonction du nombre de cochons vaincus et des dommages infligés aux structures. Des points bonus sont attribués pour les oiseaux non utilisés. Les valeurs des scores varient en fonction du barème ci-dessous :
- 1 cochon tué : 5 000 points ;
- 1 objet bonus touché (paquet cadeau, valises, champignons violets, cristaux bleus, fleurs…) : 3 000 points ;
- 1 brique de pierre, de bois ou de glace détruite : 500 points ;
- 1 oiseau restant : 10 000 points ;
- 1 mini collision avec un cochon : 1 point ;
- Le coffre au fond de la mer dans Piglantis : 10 000 points.

Au terme de chaque niveau, le joueur reçoit de une à trois étoiles, en fonction du score et peut refaire les niveaux débloqués afin d'améliorer son score, en gagnant des points supplémentaires ou des étoiles. Pour les étoiles, trois notations existent :
- 1 étoile : le niveau est réussi, mais le score n'est pas assez élevé pour décrocher les étoiles suivantes. La plupart du temps, le joueur utilise trop d'oiseaux pour réussir le niveau. Le minimum étant 1 seul ;
- 2 étoiles : le niveau est réussi, et le score est convenable. Un oiseau en trop ou pas assez de dégâts infligés ;
- 3 étoiles : le niveau est réussi, et le score est excellent. Il faut cumuler ce score dans les autres niveaux d'un monde pour avoir un œuf en or.

Le moteur physique utilisé par Angry Birds est Box2D. Celui-ci est open source mais n'est pas cité dans les crédits, ce qui aboutit à une plainte du créateur de Box2D. De plus des critiques ont été formulées quant à la jouabilité trop simpliste du jeu, et sur le level design jugé parfois trop enfantin et candide par certains sites . D'autres sites de critiques pensent au contraire que c'est cela qui fait le charme du jeu.

## Développement
À partir de début 2009, le staff de Rovio commence à évaluer des propositions faites pour de potentiels jeux. L'une de ces propositions, venant du game designer Jaakko Iisalo, part d'un screenshot montrant des oiseaux à l'air furieux, dépourvus de genoux et d'ailes. Bien que ce screenshot ne donnait absolument aucune indication sur le type du jeu, le staff eut un coup de cœur pour ces personnages et l'équipe décida de créer un jeu autour d'eux. A l'époque, les jeux Flash les plus populaires sur Internet étaient des jeux principalement basés sur la physique des niveaux, tel Crush the Castle, et ces jeux furent la principale source d'inspiration de Rovio pour le développement du jeu. Durant ce même développement, le staff réalisa que les oiseaux avaient besoin d'un ennemi et c'est la forte présence médiatique, à l'époque, de l'épidémie de grippe porcine qui fit que les ennemis des oiseaux furent des cochons (verts, de plus). Angry Birds fut le 52ème jeu créé par Rovio et ne se vendit pas beaucoup lors de sa première sortie. Néanmoins, ce fut après s'être retrouvé en application vedette sur la page d'accueil de l'App Store et y avoir atteint la première place que son succès commença à se développer. Le développement du jeu coûta initialement 100 000 euros, sans inclure les coûts des mises à jour.
Pour la version iOS, Rovio s'associa avec l'éditeur Chilingo pour publier le jeu sur l'App Store. Ce dernier clame avoir participé aux derniers perfectionnements du jeu, comme l'ajout de lignes de trajectoire visibles ou encore les bruits des cochons. Depuis, Rovio a lui-même publié tous les autres portages du jeu, à l'exception du portage PSP, produit sous licence par Abstraction Games. Quand le studio commença à réfléchir à des plans de portages pour d'autres plateformes, de nouveaux problèmes se posèrent. Par exemple, pour les portages Android, ils remarquèrent le plus grand nombre de configurations et de versions d'appareils fonctionnant sous Android, ainsi que les différentes vitesses des processeurs et même les interfaces utilisées. L'équipe eut finalement des exigences minimales, bien que cela rendit le jeu incompatible avec environ 30 types de téléphones Android, incluant les plus récents. Un mois après la sortie initiale sur Android, Rovio Mobile refit une nouvelle version plus légère pour ces types de téléphones. Le jeu eut droit à une version spécialement faite pour Facebook, dont le développement a commencé début 2012 pour sortir le 14 février de la même année. De plus, l'une des updates ajoutées au jeu fut la possibilité de synchroniser la progression du joueur sur plusieurs appareils : par exemple, un joueur complétant un niveau sur un téléphone Android peut reprendre sa partie sur une tablette Android, il aura les mêmes statistiques et la même progression.

## Sortie et mises à jour
La version iOS initiale du jeu ne contenait qu'un unique épisode, intitulé Poached Eggs et contenant trois chapitres (avec un nouveau thème graphique à chaque chapitre), chacun contenant 21 niveaux. De temps en temps, Rovio sortait des mises à jour gratuites ajoutant du contenu additionnel, comme des nouveaux niveaux, des nouveaux objets utilisables in-game et même de nouveaux oiseaux. Quand le jeu complet sortit sur toutes les autres plateformes de téléchargement mobile, les mises à jour y furent directement incorporées. Ce fut le 11 février 2010 qu'une première vraie mise à jour sortit, ajoutant un nouvel épisode nommé Mighty Hoax, contenant deux chapitres avec 21 niveaux dans chaque chapitre. Une nouvelle mise à jour sortie le 6 avril 2010 ajouta à la fois les Golden Eggs, des œufs dorés cachés dans les niveaux et permettant d'accéder à des niveaux bonus s'ils sont découverts, ainsi qu'un troisième épisode, nommé Danger Above. qui contenait d'abord un unique chapitre de 15 niveaux avant d'être enrichi de deux nouveaux chapitres, chacun possédant également 15 niveaux. Le quatrième épisode, intitulé The Big Setup, sortit le 18 juillet 2010 et ajouta un nouveau chapitre de 15 niveaux et des niveaux Golden Eggs additionnels au jeu. Il fut plus tard enrichi par deux nouveaux chapitres de 15 niveaux chacun, tout comme le précédent épisode.
Un cinquième épisode, Ham 'Em High, sortit le 23 décembre 2010 pour fêter la première année d'existence du jeu sur l'App Store. Cet épisode contient un chapitre de 15 niveaux ayant pour thème graphique le Far West américain et fut enrichi de nouveaux chapitres de 15 niveaux grâce à de nouvelles mises à jour sorties les 4 février et 18 mars 2011. C'est également avec Ham 'Em High qu'est introduit le Mighty Eagle, un nouvel oiseau qui peut être utilisé une fois par heure pour terminer des niveaux incomplets. Ce dernier peut être aussi utilisé dans les niveaux précédemment complétés pour accomplir un mini-jeu nommé Total Destruction, où le joueur tente de détruire l'intégralité des structures des niveaux, à la fois avec les oiseaux normaux et le Mighty Eagle. Si la structure est détruite à 100%, le joueur gagne une plume venant de l'Eagle. Le sixième épisode, Mine and Dine, sort le 16 juin 2011 et propose 15 nouveaux niveaux, se déroulant dans une mine, et un nouveau Golden Egg. Deux nouveaux chapitres, toujours contenant 15 niveaux chacun, sont incorporés dans une nouvelle mise à jour, sortie le 24 août 2011.
Le septième épisode, Birdday Party, sort le 11 décembre 2011 pour célébrer les 2 ans d'existence du jeu depuis sa sortie sur l'App Store. Incluant 15 nouveaux niveaux dans un paysage principalement fait de gâteaux d'anniversaire, il contient aussi des graphismes mis à jour et l'ajout d'éléments venant d'Angry Birds Seasons (le personnage de Bubbles) et de Angry Birds Rio (le nouveau graphisme du compteur de scores). Il fut plus tard ajouté sur les versions Android et Windows. Le 20 mars 2012 sort une nouvelle mise à jour, la huitième, qui sert principalement à promouvoir la sortie du volet Angry Birds Space. Elle inclut un nouveau tutoriel animé, un gameplay enrichi, de nouveaux graphismes ainsi que Surf & Turf, un épisode qui était jusque-là inédit et uniquement disponible sur Angry Birds Facebook. De plus, tous les power-ups du jeu furent plus tard ajoutés dans le jeu originel. Le chapitre final de Surf & Turf sortit le 9 octobre 2012. C'est également presque en même temps que sort un nouvel épisode, nommé Bad Piggies et créé pour correspondre à la sortie du jeu homonyme. Deux mois plus tard, le 11 décembre, une nouvelle mise à jour fêtant le troisième anniversaire du jeu sort et ajoute 15 nouveaux niveaux à Birdday Party et à Bad Piggies et c'est d'ailleurs avec cette seconde fournée de niveaux ajoutée à Birdday Party que le personnage de Stella fait son apparition dans le jeu (elle était avant cela un personnage exclusif à Angry Birds Seasons). 15 autres niveaux furent encore rajoutés à Bad Piggies avec une mise à jour sortie le 7 mars 2013. Le même jour, Angry Birds passa "Application Gratuite de la Semaine" sur l'App Store, du 7 au 14 mars, avant de retourner à son prix initial de 99 centimes.
Le 17 juin 2013, Rovio annonça sur sa page Facebook que Red, le protagoniste principal du jeu, allait recevoir un tout nouveau pouvoir dans un nouvel épisode. Ce dernier, intitulé Red's Mighty Feathers, fut teasé avec une vidéo sortie le 26 juin et sortit le 3 juillet, amenant avec lui un changement de l'icône de l'application et une quinzaine de nouveaux niveaux pourvus d'un tout nouveau gameplay : en effet, au lieu de propulser les oiseaux sur les structures dans lesquelles se trouvent les cochons, ces derniers arrivent cette fois par vagues, dirigeant des véhicules de leur création, et tentant de voler les œufs. Red est le seul oiseau jouable dans cet épisode et chaque niveau a trois objectifs : finir le niveau sans avoir l'œuf volé, tuer tous les cochons du niveau et utiliser un nombre inférieur ou égal au nombre d'oiseaux requis pour terminer le niveau. Pas mal de gens furent sceptiques à propos du nouveau gameplay, ce qui poussa Rovio à annoncer d'autres niveaux qui reprirent le gameplay originel. Ces niveaux furent ajoutés dans une mise à jour sortie le 16 septembre, qui ajouta aussi un ciblage manuel pour Red.
Le 26 novembre 2013 sort un nouvel épisode, Short Fuse, qui apporte un nouveau pouvoir à Bomb transformant ses explosions en charges électriques hautement dévastatrices ainsi que d'autres power-ups agissant sur les oiseaux (et les transformant en clones de Bomb) ainsi que sur les cochons (par le biais de potions). Le 11 décembre 2013, l'épisode Birdday Party reçut un nouvel ajout de 15 niveaux pour fêter le quatrième anniversaire du jeu. Le 4 mars 2014, les power-ups furent mis à jour et 15 nouveaux niveaux furent ajoutés à Short Fuse. Le 22 juin 2014, un nouvel épisode de 15 niveaux, Flock Favourites, inspiré par les épisodes préférés des fans (à savoir Poached Eggs, Danger Above, Mine and Dine, Bad Piggies, Red's Mighty Feathers, Short Fuse et Surf and Turf), fut ajouté. Le 23 novembre 2014, à l'occasion d'un partenariat avec Product Red et Apple, une mise à jour exclusive à iOS sortit, ajoutant un Golden Egg à l'effigie de Product Red et le pouvoir de Red dans l'épisode Red Mighty's Feathers, qui peut être acheté et utilisé n'importe quand (1 fois par niveau) et 100% de l'argent est reversé au Fonds Global contre le SIDA. L'achat fut disponible jusqu'au 7 décembre 2014. De 2014 à 2016, l'épisode Birdday Party fut mis à jour et l'épisode Flock Favourites fut également mis à jour le 23 juin 2016. Le dernier ajout notable fait au jeu fut sorti le 16 mai 2017, avec un système de monnaie virtuelle pouvant être utilisé pour acheter des power-ups et des items dans le jeu.

## Plates-formes

### Android
Sur les mobiles sous Android, le jeu ne demandait quasiment pas d'autorisation à l'installation jusqu'au mois de juin 2011. À la suite de plusieurs mises à jour, il est actuellement demandé un accès à l'état et l'identité du téléphone, la position géographique, un accès internet complet ainsi que la possibilité de modifier ou supprimer le contenu de la carte SD.

### Windows Phone 7
Microsoft a utilisé une icône du jeu sur un de ses sites web, laissant entendre le portage de l'application sur son futur système d'exploitation Windows Phone 7. Les développeurs du jeu ont démenti qu'une telle version était à l'ordre du jour, à la suite de quoi le géant américain a reconnu son erreur et retiré l'image.
Angry Birds a finalement été annoncé pour Windows Phone 7 en mai 2012 mais uniquement sur les mobiles Nokia.

### PC et consoles de salon
Fort de son succès sur les appareils mobiles, l'éditeur Rovio a annoncé Angry Birds en téléchargement sur PC (Windows via l'Intel AppUp, Mac et Chrome)  et consoles de salon.
Le jeu est sorti sur les plateformes de téléchargement des consoles de salon : Xbox Live, PlayStation Network et WiiWare. En septembre 2012 sort une version intitulée Angry Birds Trilogy sur Nintendo 3DS, Xbox 360 et PS3, comprenant la première version d'Angry Birds, plus Rio et Seasons.Et également sur PS4.
La version Angry Birds Google Chrome créée entièrement en HTML5 est disponible à la suite de son annonce lors de la conférence Google IO 2011.

### Réseaux sociaux
Le jeu est disponible sur Facebook ainsi que sur Google+ depuis 2012. Au mois de mai 2012, Rovio remplace la version de base sur Facebook par une nouvelle version nommée Angry Birds Friends dans laquelle il est possible d'organiser des tournois avec ses amis chaque semaine et de gagner des bonus, mais aussi de dépenser de l'argent pour acquérir d'autres bonus.

## Coût de développement et chiffre d'affaires
Le coût du développement d'Angry Birds pour Rovio est estimé à environ 100 000 euros, tout en ayant généré, en mars 2011, déjà plus de 50 millions d'euros de chiffre d'affaires.

## Accueil

### Récompenses
En février 2010, Angry Birds fut nommé pour le titre de « Meilleur Jeu Casual » à la 6ème cérémonie des International Mobile Game Awards, se tenant à Barcelone, en Espagne. En septembre 2010, le magazine IGN le nomma quatrième meilleur jeu iPhone de tous les temps. En avril 2011, le jeu remporta le prix du "Meilleur Jeu Mobile" et celui d'"Application de l'Année" aux Appy Awards anglais. Aux Webby Awards 2011, Angry Birds gagna le prix du « Meilleur Jeu pour Appareils Portables ».

## Collecte de données par la NSA
Le 27 janvier 2014, The Guardian publie un article qui révèle que la National Security Agency est capable de se servir de certaines applications à fort succès dans le but de collecter des informations. Notamment le nom, le sexe, l'âge et les données de localisation de l'utilisateur. Angry Birds est ainsi en tête de liste des applications les plus surveillées par l'agence gouvernementale américaine,,.